# Добриловський Микола Митрофанович
Добриловський Микола Митрофанович (нар. 2 (14) жовтня 1888, м. Ічня Борзненського повіту Чернігівської губернії — 5 вересня 1971, Переяслав-Хмельницький) — український вчений-економіст, учасник визвольних змагань українського народу 1917—1920 рр., професор Української господарської академії в Подєбрадах (Чехословаччина).

## Біографія
Народився в родині диякона Чернігівської єпархії. В 1893—1902 рр. навчався в Чернігівському духовному училищі, в 1902—1908 рр. — в Чернігівській духовній семінарії. В листопаді 1908 р вибув з шостого класу семінарії та восени наступного року вступив на економічний відділ Київського комерційного інституту.
З грудня 1911 по лютий 1913 Микола Добриловський очолював Українську студентську громаду комерційного інституту (офіційна назва «Украинский кружок»), яка була найчисельнішою серед аналогічних студентських організацій Києва. Правління громади цієї каденції складалось: голова Микола Добриловський, товариш голови Саватій Березняк, секретар С. Т. Григоренко, скарбник Г. Михайлець, члени правління М. Я. Панасевич, Ф. М. Новицький, Г. Г. Мокроус.
В своїй автобіографії, датованій 15 січня 1915 р., Добриловський пише: «Під час перебування в інституті у вільний від навчання час працював — в 1910 р у Волинському губернському земстві на подвірній переоцінці та страхуванні будівель і збиранні сільськогосподарської інформації; в 1912 р за відрядженнями Київського губернського земства досліджував на місцях ковальсько-слюсарний промисел в Київській губернії, результатом чого був начерк „Ковальсько-слюсарний промисел в Київській губернії“; згодом в тому ж земстві виконував дослідження вантажонапруженості доріг загальногубернського значення, що їх було плановано замостити; в 1913-14 рр. працював в оцінювальному статистичному бюро Чернігівського губернського земства над дослідженням кустарних промислів в Чернігівській Губернії та обробці одержаних від досліджень матеріалів, а ще над оцінювальним земельним описом. Зараз служу в Київському губернському земстві при будівництві будинку Губернської управи. Всі названі роботи мали для мене подвійну вагу: з одного боку вони були практичним застосуванням набутих в інституті знань, з другого боку вони давали мені потрібні засоби до існування, що я їх змушений заробляти власною працею.» Курсову роботу Миколи Добриловського «Ковальсько-слюсарний промисел в Київській губернії» схвалив професор Петро Кованько.
Приблизно у ті ж роки в Київському комерційному інституті навчалися молодший брат Миколи Євген Добриловський та Павло Тичина, товариші по навчанню в Чернігівській духовній семінарії. Євген помер 19.03(1.04).1914 року, в газеті «Рада» № 67 від 22.03(4.04) надруковано некролог Павла Тичини, що сприймається як поезія в прозі.
Микола Добриловський закінчив Київський комерційний інститут в березні 1915 р з присвоєнням йому звання кандидата економічних наук другого розряду.
Добриловський був активним учасником українських визвольних змагань 1917—1920 рр. У 1918—1919 рр. він співпрацює у тижневому журналі «Народна справа» (Київ), що виходив за участю Симона Петлюри, Валентина Садовського, Никифіра Григоріїва, В. Ігнатенка та інших.
В другій половині серпня 1920 р. він у складі української делегації брав участь у роботі конференції прибалтійських держав, де разом з С. Франкфуртом керував економічною секцією. З поразкою визвольних змагань емігрував до Чехословаччини.

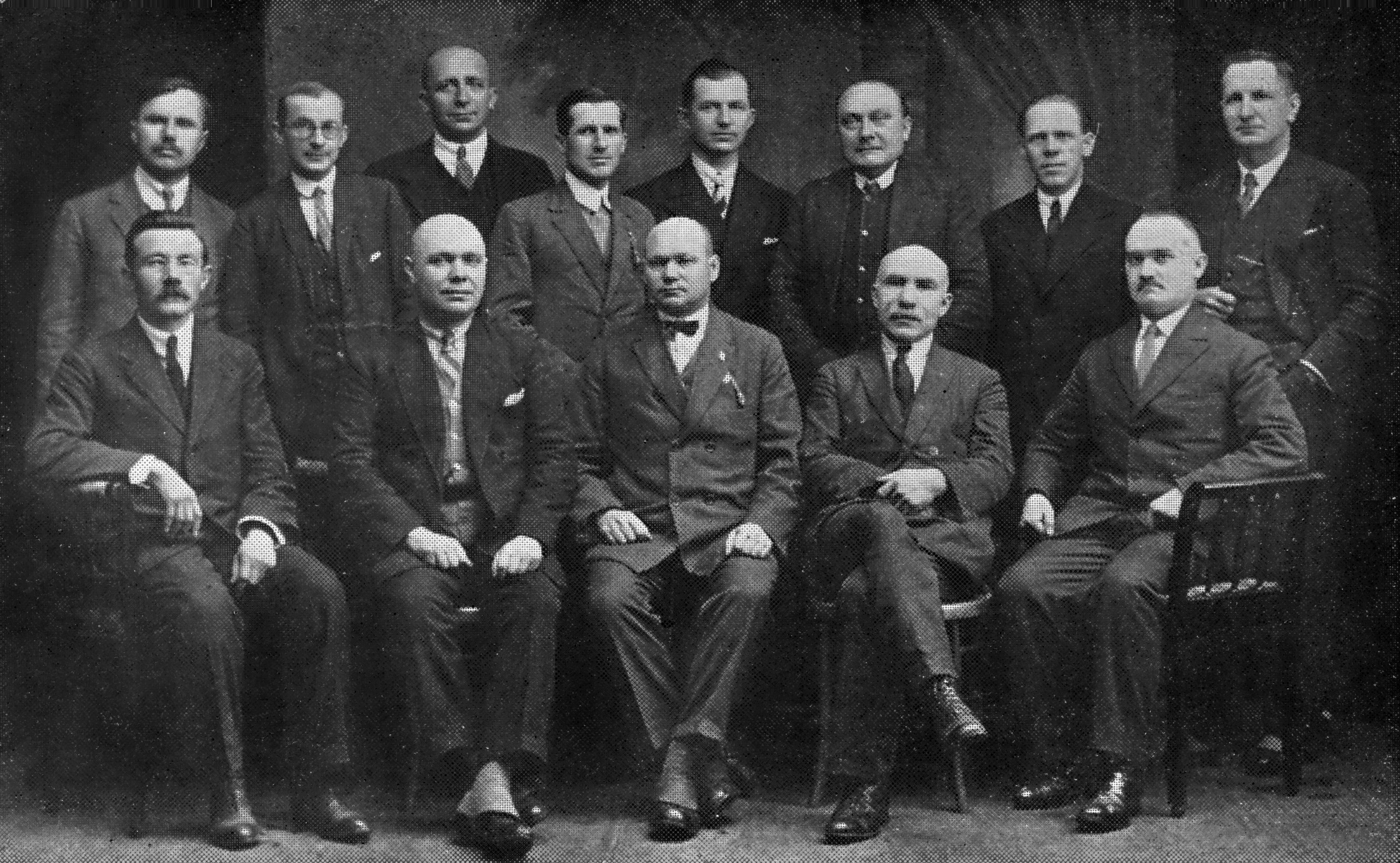
Члени Конференції УСДРП в Подєбрадах 1926 р. Микола Добриловський стоїть другий зправа.

Був професором Української господарської академії, Українського технічно-господарського інституту у Подєбрадах, довголітнім деканом економічного факультету, заступником голови Товариства Музею визвольної боротьби України. Автор праць з теорії народного господарства і фінансів, низки підручників («Державний кредит», 1928; «Фінанси України», 1928—29; «Політична економія», 1932-33; «Основи фінансової науки», 1934; «Карпатська Україна», 1939; «Український технічно-господарський інститут», 1946 та ін.).
Микола Добриловський був учасником конференцій Української соціал-демократичної робітничої партії в 1926 і 1928 роках (Подєбради).
1945 року Добриловського заарештували радянські спецслужби у Празі, в таборах він перебував до 1955 р. Після звільнення жив у сестри в Переяславі-Хмельницькому, працював у районному відділі народної освіти. Похований 7 вересня 1971 року.